# Luciano Del Río
Luciano Del Río (ur. 15 marca 1992) – argentyński zapaśnik walczący w stylu klasycznym. Zajął dwudzieste miejsce na mistrzostwach świata w 2019. Piąty na igrzyskach panamerykańskich w 2019 i siódmy w 2015. Drugi zawodnik mistrzostw panamerykańskich w 2019 i trzeci w 2015 i 2016. Brązowy medalista igrzysk Ameryki Południowej w 2018. Mistrz Ameryki Południowej w 2016 roku.